# Bradysia simulans
Bradysia simulans är en tvåvingeart som först beskrevs av Günther Enderlein 1911.  Bradysia simulans ingår i släktet Bradysia och familjen sorgmyggor. Inga underarter finns listade i Catalogue of Life.